# Petruța Küpper

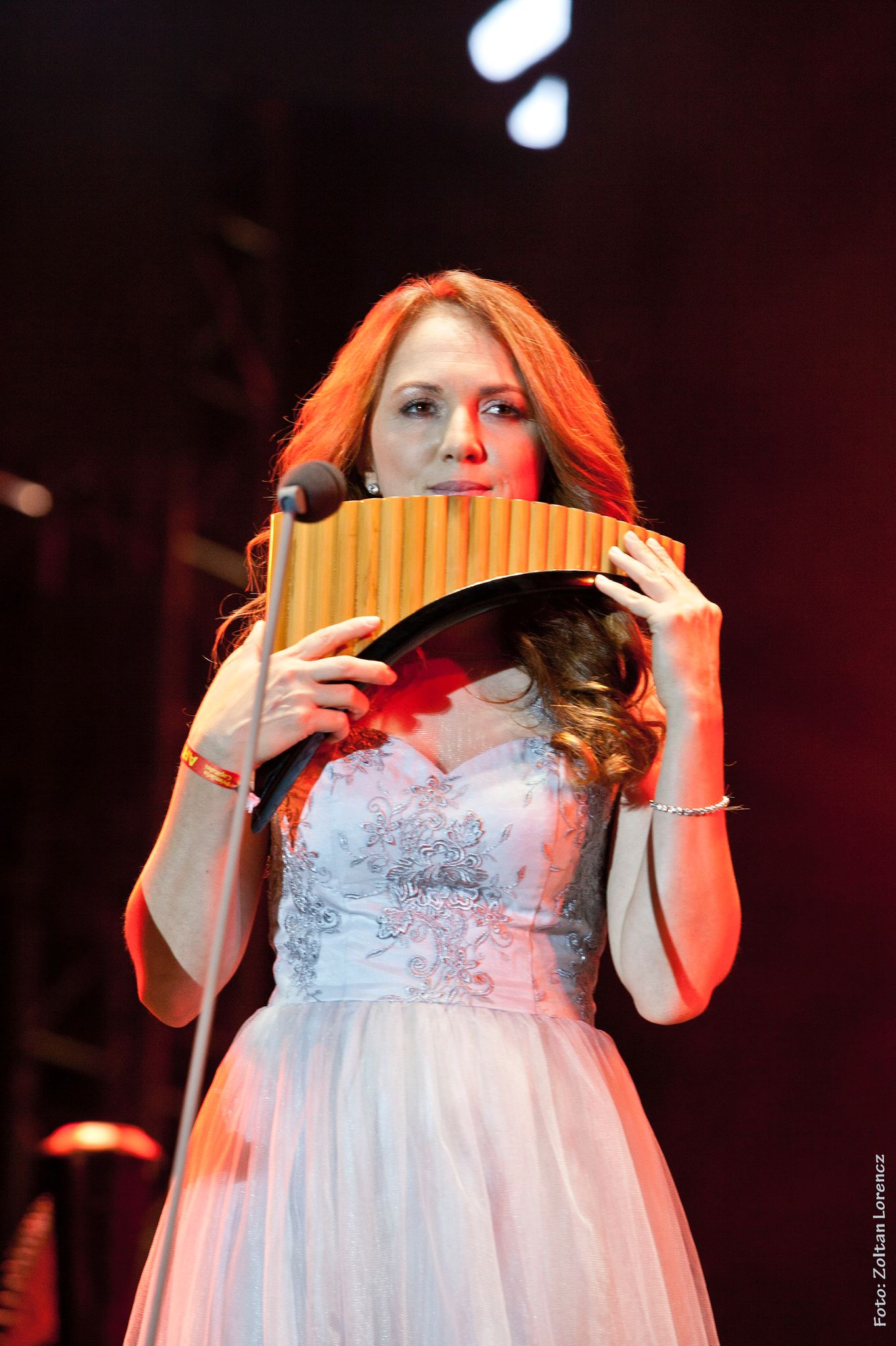
Petruta Küpper (2018)

Petruța (gesprochen Petru[t͜s]a) Cecilia Küpper (* 11. Mai 1981 in Sibiu, Rumänien) ist eine rumänische Panflötistin und Komponistin.

## Leben und Wirken
Küpper studierte an der Universität Lucian Blaga Sibiu Soziologie und Ethnologie, außerdem an der Nationalen Musikuniversität Bukarest Panflöte bei Gheorghe Zamfir. Mit ihm trat sie auch bei Konzerten auf. Sie arbeitete als Musiklehrerin in Rumänien an Grund- und Realschulen sowie an einem Gymnasium. Im Jahr 2008 zog sie nach Deutschland, wo sie zunächst mehrere Jahre in Osnabrück lebte. 2009 belegte sie mit ihrer Musik den dritten Platz bei der Castingshow Das Supertalent. Im Januar 2010 erschien ihr Album Panträume. Bei der Echoverleihung 2010 war sie in der Kategorie „Newcomer des Jahres (national)“ nominiert. 2011 beteiligte sie sich mit ihrer Panflöte an der Erstellung des Albums Tabaluga und die Zeichen der Zeit von Peter Maffay. 2018 erschien ihr zweites Album Blue Love · Welthits auf der Panflöte. 2019 absolvierte sie die Diplom Ausbildungen als Musikkomponistin und Tontechnikerin bei der Deutsche Pop Akademie in München. Während der Corona-Pandemie brachte Küpper ihre erste Komposition Die Liebe in Zeiten von Corona raus.
Petruța Küpper war von 2006 bis 2022 mit Jens Küpper verheiratet. Aus dieser Ehe stammen eine 2007 geborene Tochter und ein 2012 geborener Sohn. Sie lebt in München. Dort arbeitet sie als Musiklehrerin und Pädagogin.

## Diskografie
- 2010: Panträume (Sony Music)
- 2011: Tabaluga und die Zeichen der Zeit (Sony Music)
- 2018: Blue Love · Welthits auf der Panflöte (Telamo)
- 2020: Die Liebe in Zeiten von Corona (EP)